# 奥利弗·蔡德勒
奥利弗·蔡德勒（德語：Oliver Zeidler，1996年7月24日—），德国男子赛艇运动员。他曾代表德国参加世界赛艇锦标赛，获得一枚金牌。他也曾参加2020年夏季奥林匹克运动会。